# 愛媛地方航空機乗員養成所

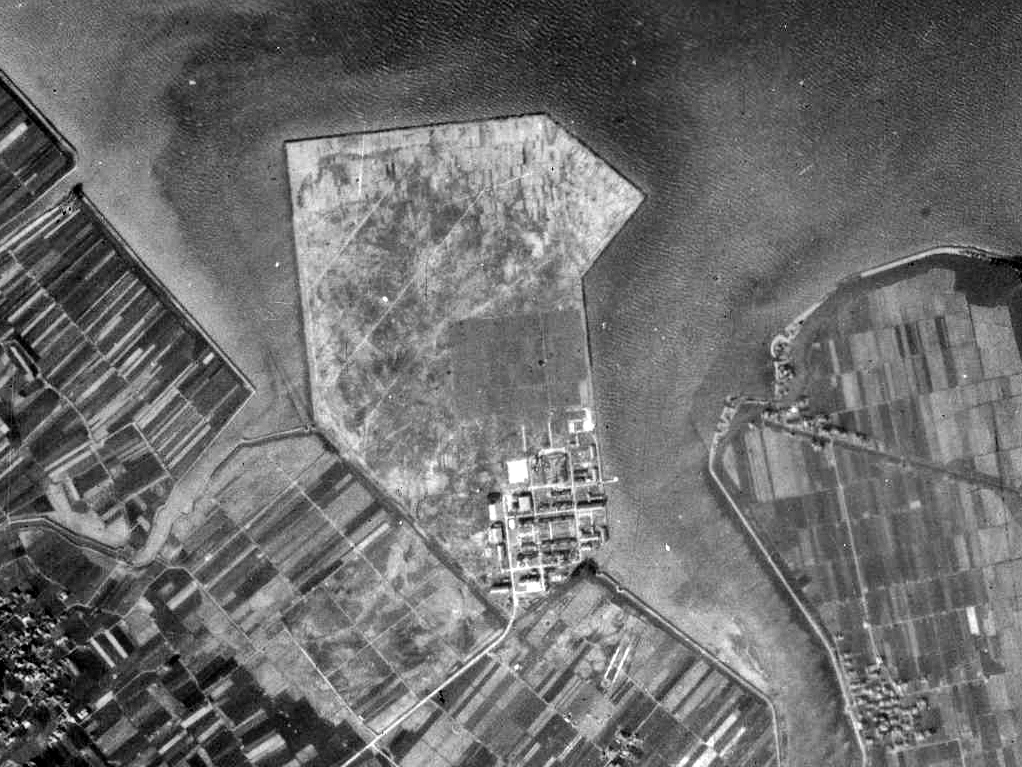
西条航空基地跡地の空中写真（1948年）
未舗装の河口干拓地だったことが分かる。干拓地の根元部分に養成所が有った。

愛媛地方航空機乗員養成所(えひめちほうこうくうたいようせいしょ）は、愛媛県周桑郡吉井村中山川河口西側（現在の愛媛県西条市氷見）にかつて存在した飛行場および搭乗員の養成所、旧日本海軍航空隊基地（西條航空基地）。吉井村に所在したことから、吉井飛行場とも称された。

## 概要
1938年から1940年にかけて、愛媛県東予の中山川の河口近くの浅瀬の干拓が行われ整備が始まった。1942年、逓信・海軍両省による間のパイロット養成所として開設されたが、実質的には海軍搭乗員の養成所として運営された。終戦までの3年間に700人以上が訓練を受けたとされる。飛行機操縦士となる操縦科の他に、航空機の機上整備士などになる本科の、二つの教育課程があった。1944年3月、同じ敷地内に詫間海軍航空隊西条分遣隊(後の西条海軍航空隊)が開隊した。養成所長が分遣隊長(後に司令)を兼任した。1945年5月以降は、香園寺などに分散疎開をして、簡易兵器の製作などを行いながら終戦を迎えた。

## 戦後
終戦後は三井物産経営の塩田となったが、一部は戦後の食糧難のために農耕地とされた。その後敷地は小松ゴルフ場となったが、2014年にゴルフ場も閉鎖となった。2015年からは太陽光発電所となっており、四国最大級のメガソーラー発電所とされる。

## 遺構
2015年現在、敷地の一角には地下防空壕や、給水塔が残されている他、記念碑が建立されている。

## 特記事項
愛媛県の旧周桑郡内には、かつて戦前に本基地と田野飛行場と壬生川飛行場の合計3つの航空隊基地が存在したが、後者の2カ所には全く遺構が残されていない。